# Клара Дж.
Клара Дж. (англ. Clara G.), настоящее имя Клара Валерия Гергель (рум. Clara Valeria Gherghel, род. 19 июля 1979, Бая-Маре, Марамуреш) — румынская порноактриса, порнорежиссёр, порнопродюсер и эротическая фотомодель. Лауреат премии AVN Awards.

## Биография
Родилась 19 июля 1979 года в Бая-Маре. Профессиональную карьеру начала в 2000 году, когда познакомилась с продюсером Раулем Кристианом, с помощью которого основала агентство Floyd Agency, занимающееся кастингами XXX-моделей из Венгрии и Румынии.
В 2002 году стала первым Penthouse Pet румынского издания журнала. В том же году он работал в качестве ведущего чата на веб-Интерклимакс. В том же году работала в чате на сайте Interclimax.
В 2004 году Клара переехала в Будапешт на постоянное место жительства, что позволило ей сконцентрироваться на своей профессиональной карьере в качестве исполнителя в индустрии развлечений для взрослых, снималась в эксклюзивных сольных или лесбийских сценах.
Некоторые из ранних фильмов: Ass Traffic, Clit Club, Lesglam 2, Tryst.
На церемонии вручения AVN Awards в Лас-Вегасе в 2007 году получила премию в номинации «лучшая групповая лесбийская сцена» за фильм Fuck производства Wicked Pictures, сыграв вместе с Джессикой Дрейк, Katsuni и Фелесией.
В том же году основала производственную компанию Cruel Media, которая работала в сотрудничестве с Evil Angel и Jules Jordan Video в области маркетинга и дистрибуции. Благодаря этому сотрудничеству Клара выступила режиссёром для обеих студий, сняв такие фильмы, как Just Girls, Live Gonzo и несколько серий саг My Evil Sluts и Give Me Pink.
В последующие годы неоднократно номинировалась на AVN Awards. Например, в 2008 году была представлена на AVN Awards в категории «Лучшая зарубежная актриса» со сценой из Ass Traffic #1 производства Evil Angel.
Февраль 2008 года стал продуктивным — Клара выступила режиссёром для фильмов My Evil Sluts (Evil Angel) и Give Me Pink #3 (Jules Jordan Video). Кроме того, запустила официальный сайт Clara-G.com одновременно партнерской программой Cruel Bucks.
В 2009 году была номинирована на премию Hot d’Or.
Ушла из индустрии в 2014 году, снявшись в 116 фильмах в качестве актрисы и сняв 28 лент как режиссёр.

## Награды и номинации
| Год  | Церемония  | Результат | Номинация                                  | Работа              |
| ---- | ---------- | --------- | ------------------------------------------ | ------------------- |
| 2007 | AVN Awards | Победа    | Лучшая групповая лесбийская сцена          | Fuck                |
| 2008 | AVN Awards | Номинация | Лучшая иностранная исполнительница года    | н/д                 |
| 2009 | AVN Awards | Номинация | Лучшая секс-сцена зарубежного производства | My Evil Sluts 2     |
| 2009 | AVN Awards | Номинация | Лучший зарубежный режиссёр                 | My Evil Sluts 2     |
| 2009 | Hot d’Or   | Номинация | Лучшая режиссура в фильме-оргии            | н/д                 |
| 2010 | AVN Awards | Номинация | Лучший зарубежный режиссёр                 | Give Me Pink 5      |
| 2010 | AVN Awards | Номинация | Лучший порносайт                           | clara-g.com         |
| 2010 | AVN Awards | Номинация | Лучшая веб-звезда                          | н/д                 |
| 2011 | AVN Awards | Номинация | Лучшая групповая лесбийская сцена          | Buttman’s Evil Live |
| 2011 | AVN Awards | Номинация | Лучший зарубежный режиссёр                 | My Evil Sluts 5     |
| 2011 | AVN Awards | Номинация | Лучшая веб-звезда                          | н/д                 |

## Избранная фильмография
- Private Gold 73 — Mission Possible[14],
- Ass Traffic,[4],
- Maximum Anal[15],
- Secrets[16],
- Slice Of Pie[17],
- Sophiesticated[18],
- Sweeter[19].